# Challenge Cup (rugby league)
La Challenge Cup es una competición oficial anual de rugby league inglés de eliminación directa, organizada por la Rugby Football League.
La primera temporada fue el año 1896 coronándose los Batley Bulldogs como los primeros campeones de la competencia.
El máximo ganador del torneo es Wigan Warriors con 21 consagraciones.
Durante su larga historia han participado clubes de Inglaterra, Canadá, Francia, Irlanda, Escocia, Serbia y Gales.

## Historia
Los clubes que formaron la Northern Union habían estado jugando durante mucho tiempo en competiciones de copa eliminatorias locales bajo los auspicios de la Rugby Football Union, sin embargo, las autoridades se negaron a aprobar un torneo a nivel nacional, por temor a que esto condujera inevitablemente al profesionalismo. Después del cisma de 1895, los clubes del norte fueron libres de seguir adelante y fundaron la Challenge Cup de la Northern Union.
Durante la Primera Guerra Mundial la competencia fue suspendida, en la Segunda Guerra Mundial solo se suspendió por un año.
La competición fue fundada en 1896 siendo su primer campeón los Batley Bulldogs quienes vencieron el 24 de abril de 1897 por un marcador de 24 a 3 a St Helens RFC.
En 2018 el primer equipo extranjero se coronó campeón del torneo, en aquella ocasión los Dragons Catalans franceses vencieron 20 a 14 a Warrington Wolves.

## Historial
|    | Equipo               | Campeón | Temporadas campeonatos |
| -- | -------------------- | ------- | --- |
| 1  | Wigan Warriors       | 21      | 1924, 1929, 1948, 1951, 1958, 1959, 1965, 1985, 1988, 1989, 1990, 1991, 1992, 1993, 1994, 1995, 2002, 2011, 2013, 2022, 2024 |
| 2  | Leeds Rhinos         | 14      | 1910, 1923, 1932, 1936, 1941, 1942, 1957, 1968, 1977, 1978, 1999, 2014, 2015, 2020                                           |
| 3  | St. Helens           | 13      | 1956, 1961, 1966, 1972, 1976, 1996, 1997, 2001, 2004, 2006, 2007, 2008, 2021                                                 |
| 4  | Warrington Wolves    | 9       | 1905, 1907, 1950, 1954, 1974, 2009, 2010, 2012, 2019                                                                         |
| 5  | Widnes Vikings       | 7       | 1930, 1937, 1964, 1975, 1979, 1981, 1984                                                                                     |
| 6  | Huddersfield Giants  | 6       | 1913, 1915, 1920, 1933, 1945, 1953                                                                                           |
| 7  | Hull FC              | 5       | 1914, 1982, 2005, 2016, 2017                                                                                                 |
| 8  | Halifax RLFC         | 5       | 1903, 1904, 1931, 1939, 1987                                                                                                 |
| 9  | Bradford Bulls       | 5       | 1944, 1947, 1949, 2000, 2003                                                                                                 |
| 10 | Wakefield Trinity    | 5       | 1909, 1946, 1960, 1962, 1963                                                                                                 |
| 11 | Castleford Tigers    | 4       | 1935, 1969, 1970, 1986 |
| 12 | Oldham RLFC          | 3       | 1899, 1925, 1927 |
| 13 | Swinton Lions        | 3       | 1900, 1926, 1928 |
| 14 | Featherstone Rovers  | 3       | 1967, 1973, 1983 |
| 15 | Batley Bulldogs      | 3       | 1897, 1898, 1901 |
| 16 | Leigh Leopards       | 3       | 1921, 1971, 2023 |
| 17 | Hunslet Hawks        | 2       | 1908, 1934 |
| 18 | Dewsbury Rams        | 2       | 1912, 1943 |
| 19 | Broughton Rangers    | 2       | 1902, 1911 |
| 20 | Hull Kingston Rovers | 2       | 1980, 2025 |
| 21 | Salford Red Devils   | 1       | 1938 |
| 22 | Barrow Raiders       | 1       | 1955 |
| 23 | Dragons Catalans     | 1       | 2018 |
| 24 | Rochdale Hornets     | 1       | 1922 |
| 25 | Sheffield Eagles     | 1       | 1988 |
| 26 | Workington Town      | 1       | 1952 |
| 27 | Bradford FC          | 1       | 1906 |